# فدراسیون کاراته ارمنستان
فدراسیون کاراته جمهوری ارمنستان (ارمنی: Հայաստանի կարատեի ֆեդերացիա) که با نام فدراسیون کاراته ارمنستان نیز شناخته می‌شود، نهاد تنظیم‌کننده ورزش کاراته در ارمنستان می‌باشد که توسط کمیته المپیک ارمنستان اداره می‌شود و مقر آن در شهر ایروان واقع شده است.

## تاریخچه
این فدراسیون در سال میلادی تأسیس شد و ریاست فعلی آن را گریگوری میکائلیان برعهده دارد. این فدراسیون عضو کامل فدراسیون جهانی کاراته و فدراسیون اروپایی کاراته می‌باشد.
کاراته‌کاران ارمنستانی در مسابقات قهرمانی در سطوح مختلف اروپایی و بین‌المللی از جمله در مسابقات کاراته قهرمانی جهان، مسابقات قهرمانی کاراته اروپا و بازی‌های المپیک تابستانی شرکت می‌کنند.

## فعالیت‌ها
این فدراسیون هر ساله مسابقات قهرمانی کاراته ارمنستان را برگزار می‌کند. در سال ۲۰۲۱ سی و سومین دوره مسابقات قهرمانی کاراته ارمنستان در سالن سرپوشیده میکا برگزار شد. این رویداد ورزشکارانی را از سراسر ارمنستان و جمهوری آرتساخ گرد هم‌آورد.